# Jan II. z Michalovic

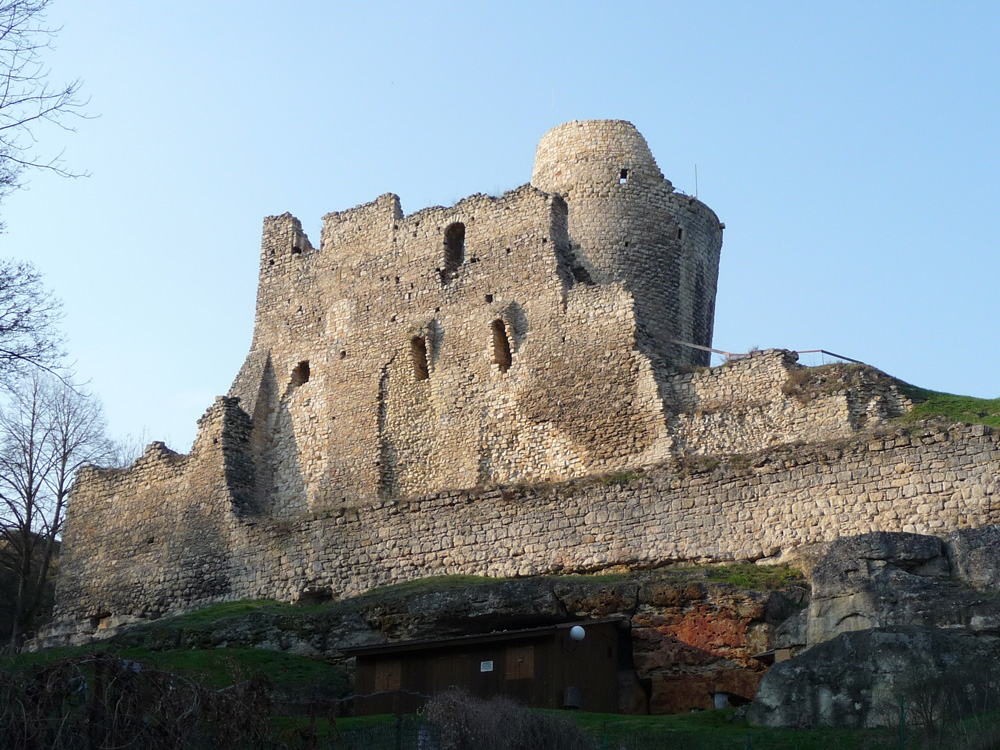
Hrad Michalovice – majetek pánů z Michalovic

Jan Ješek z Michalovic přízviskem Správný (? – 1354) byl český šlechtic z rodu pánů z Michalovic, který několik let zasedal v zemském soudě. Byl vlastníkem nejen na boleslavského panství, ale patřil mu i Brandýs nad Labem, dále hrady Ostrý, Děvín, Úštěk a později přikoupil i Skorkov, Benešov nad Ploučnicí a Českou Kamenici.

## Ve službách krále
Narodil se jako syn Beneše z Michalovic a jeho manželky Johanky z Rožmberka. Po smrti otce se ujal správy rodových panství. 
Stejně jako jeho děd Jan I. z Michalovic vyznával rytířské tradice, které spojil s různými politickými aktivitami. Byl velmi blízký králi Janu Lucemburskému a později stál i po boku Karla IV. V jeho životě hrály velkou roli hmotné statky. Krále Jana Lucemburského finančně podporoval při jeho válečných tažení. Od krále za tuto podporu získal různé protislužby, privilegia a koncese, čímž se michalovický majetek utěšeně rozrůstal. Roku 1334 provázel Jana Lucemburského jako člen královské družiny do Litvy.

## Správa boleslavského panství

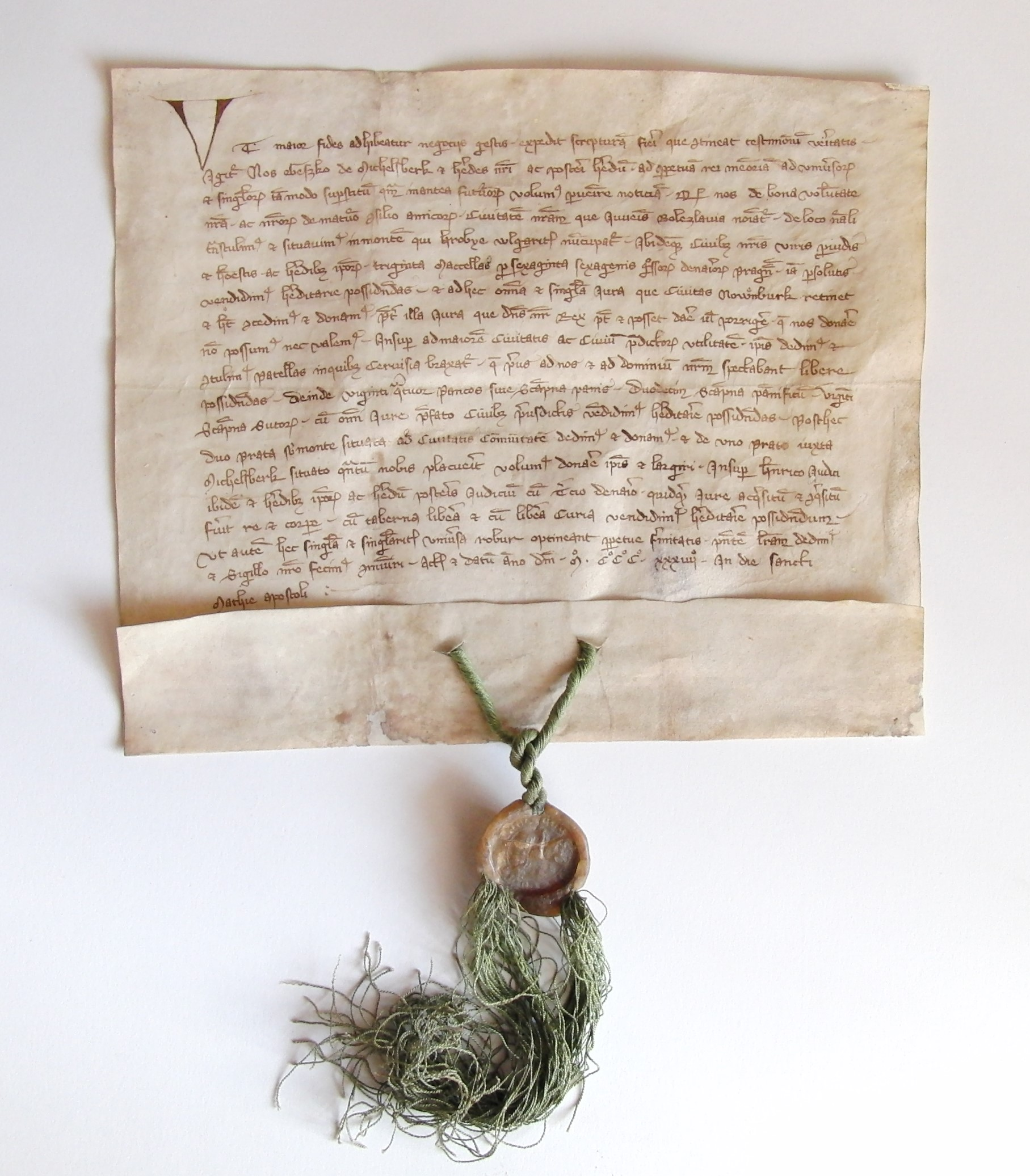
Zakládací listina Mladé Boleslavi z roku 1334 (SOkA Mladá Boleslav, Archiv města Mladá Boleslav, sign. IA a1)

Dne 24. února 1334 vydal listinu o přenesení tržní osady Podolec v podhradí hradu Boleslavi na výšinu do jeho sousedství, a položil tak základ pozdějšího rozvoje města Mladé Boleslavi. Tržní osada Podolec i nadále prosperovala a na prázdné výšině se začalo stavět. Jeho zájmem bylo, aby každý řemeslník prosperoval a u hradu si postavil vlastní dům. Byl si vědomý toho, že jen od prosperujícího řemeslníka, může dostávat pravidelné roční feudální dávky. Většina stavení byla převážně dřevěná a soustředila se kolem trojúhelníkového rynku. Jeho další snahou bylo vymanit město z provinciální úrovně a ze zemědělského zaměření, podporoval především řemesla a obchod.

## Michalovické panství
I když především pobýval na svém rodinném sídle nedalekém hradě Michalovice, tak nechal částečně opravit i pobořený boleslavský hrad. V roce 1345 se nepohodl o hranice svého území s míšeňským purkrabím Menhartem z Hradce. Údajně při tom mělo dojít i k ozbrojenému střetnutí. Rodovým erbem Michaloviců byla původně markvartická lvice, v klenotu měli rozevřená orlí křídla. Později z neznámých důvodů došlo ke změně, v Ješkově pečeti z roku 1345 byl štít bez figury, rozdělený na dvě poloviny a v klenotu složená křídla. Podle pozdějších vyobrazení byla jedna polovina štítu černá a druhá stříbrná.